# AN/PVS-14

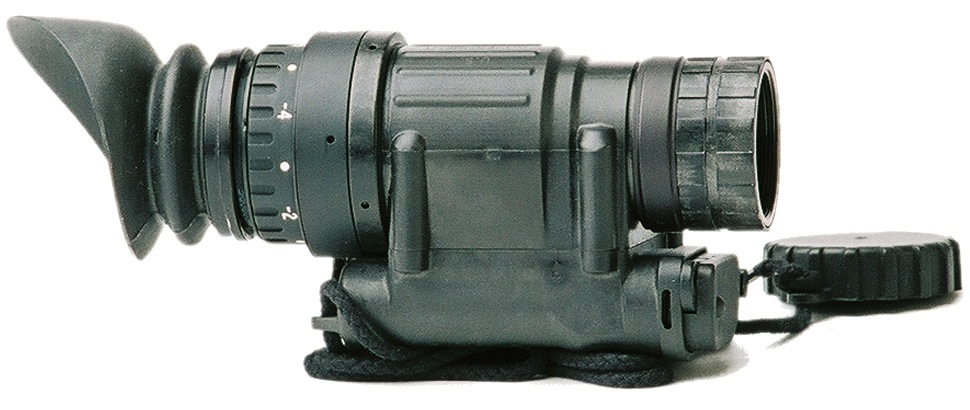
AN/PVS-14 야간 투시 장치.

AN/PVS-14 단안경 야간 투시경 (MNVD)은 미군과 전 세계 북대서양 조약 기구 동맹국에서 널리 사용되고 있다. 3세대 영상 증폭관을 사용하며, 주로 리턴 인더스트리 (현재 L-3 워리어 시스템즈)와 미국 엘빗 시스템즈 (이전 해리스 나이트 비전, 이전 엑셀리스, 이전 ITT)에서 제조된다. 머리 하네스를 사용하거나 PASGT, MICH TC-2000 전투 헬멧, 고급 전투 헬멧, 해병대 경량 헬멧 또는 통합 머리 보호 시스템과 같은 전투 헬멧에 부착하여 '핸즈프리'로 자주 사용된다. 또한 야간 무기 조준경으로도 사용할 수 있다. 이 외에도, 미국 육군의 랜드 워리어 프로그램에서 사용된 장비의 일부였다. 모로비전 나이트 비전은 ITT의 NEPVS-14 법 집행 유통사였다.
미국 합동 전자 장비 유형 지정 시스템 (JETDS)에 따라 "AN/PVS-14"는 휴대용 시각 탐지 장비용 육군-해군 전자 장치의 14번째 설계를 나타낸다. JETDS 시스템은 현재 모든 미국 국방부 전자 시스템의 명칭에도 사용된다.
- 필름: 박막
- 게이트: 자동 게이트
- 밝기 이득: 25에서 3000fL/fc 이상으로 조절 가능
- 배율: 1배
- 대물 렌즈: f/1.2
- 접안 렌즈: EFL 26 mm
- 디옵터 조정: +2에서 -6
- 초점 범위: 25 cm에서 무한대
- 필요 전압: 1.5 볼트
- 작동 온도: -51 °C에서 +49 °C
- 보관 온도: -51 °C에서 +49 °C

## 같이 보기
- AN/PVS-7
- AN/PSQ-20
- 미국 군용 전자 장비 목록